# Бутковска река
Бутковската река (изписване до 1945 година: Бутковска рѣка, на гръцки: Κερκινίτης Ποταμός или Αμμουδοπόταμος, старо Μούτκοβας) е река в Сярско, Егейска Македония, Гърция, ляв приток на река Белица.

## Път
Реката извира високо в Беласица под гранична пирамида № 6 и тече на юг. Слиза в долината между Беласица и Круша и при Анатолу приема големия си ляв приток Ликорема и променя посоката си на източна. След село Дели Хасан (Монастираки) традиционното корито на реката продължава на изток и се е вливало в Струма като десен приток североизточно от Бутково. Днес реката е уловена в канал, който излиза в Бутковското езеро южно от Бутково (Керкини).

## Водосборен басейн
→ ляв приток, ← десен приток
- ← Ликорема
- → Стара
- ← Ксиропотамос
- → Копривица
- → Кара
- ← Ксиропотамос
- ← Цаганорема
- ← Микрорема
- ← Ватирема